# Giacomo Prestia
Giacomo Prestia (Firenze, 22 agosto 1960) è un basso italiano.

## Biografia

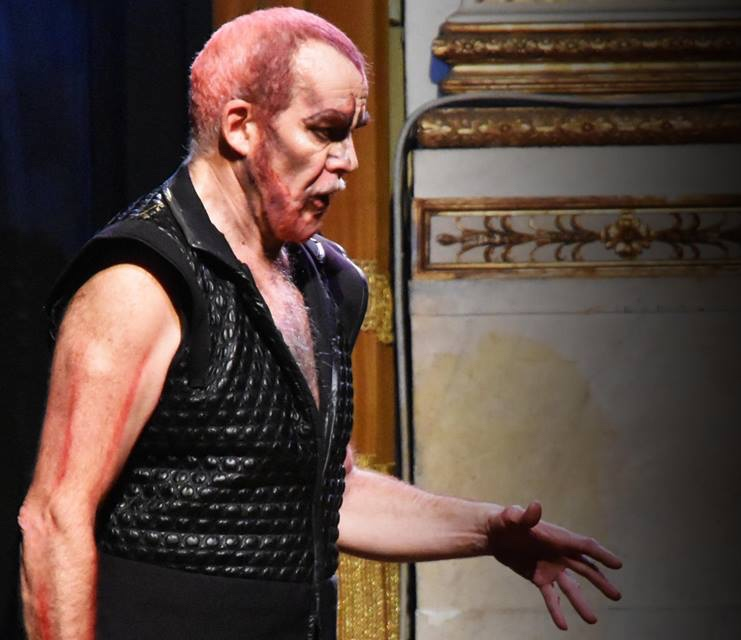
Giacomo Prestia nel "Mefistofele" di Boito, Pisa 2016

Nato a Firenze, ha studiato canto con il Maestro Sergio Catoni. Vincitore del Concorso lirico di Parma nel 1990/1 debutta nell'Alzira di Verdi a Fidenza e l'anno successivo al Teatro Regio di Parma. Nel 1992 vince il Concorso Luciano Pavarotti e interpreta a Philadelphia il ruolo di Colline nella Bohème e Baldassarre ne La favorita.
Nel 1992 si ricorda la sua interpretazione di Angelotti nella diretta televisiva di Rai 1 di Tosca, allestita a Roma nei luoghi e nelle ore del capolavoro pucciniano e seguita da oltre un miliardo di persone in 117 paesi. Lo spettacolo, con la regia di Giuseppe Patroni Griffi, vede impegnati anche Catherine Malfitano (Tosca), Ruggero Raimondi (Scarpia), Plácido Domingo (Cavaradossi), Giorgio Gatti (Sacrestano) e l'Orchestra Sinfonica di Roma della RAI diretta da Zubin Mehta. L'evento è stato premiato con 3 premi Emmy.
Al Teatro alla Scala debutta il 7 dicembre 1992 nella serata d'inaugurazione della stagione d'opera come uno dei Deputati fiamminghi in Don Carlo diretto da Riccardo Muti con Samuel Ramey, Luciano Pavarotti, Paolo Coni, Daniela Dessì e Luciana D'Intino. 
Nel 1995 debutta all'Arena di Verona come Il re in Aida diretto da Nello Santi con Maria Chiara, Bruna Baglioni, Kristján Jóhannsson, Bonaldo Giaiotti e Silvano Carroli. Nello stesso anno durante un Rigoletto a Monte Carlo conosce Benito Vassura, agente all’epoca di importanti artisti quali la Ricciarelli e Raimondi. Entra quindi a far parte della sua rosa di cantanti ed a lavorare nei migliori teatri del mondo. 
All'Opéra municipal de Marseille nel 1997 debutta il ruolo di Filippo II nel Don Carlo di Giuseppe Verdi e nel 1998 quello di Jacopo Fiesco ne il Simon Boccanegra al Teatro Comunale di Bologna, dove nella stessa stagione avrà l'occasione di cantare anche il ruolo di Timur ne La Turandot di Giacomo Puccini con la direzione di Daniele Gatti. Nel 1999 è la volta di Padre Guardiano ne La forza del destino diretto da Riccardo Muti con Georgina Lukács, Leo Nucci e José Cura. A Bilbao nel 1999 canta in Gli ugonotti con Marcello Giordani e nel 2000 Aida con Dolora Zajick all'Arena di Verona. All'Opèra National de Paris Bastille nel 2000 interpreta Oroveso in Norma diretto da Bruno Campanella con June Anderson e Sonia Ganassi. Nel 2001 è all'Opéra National de Marseille per la Messa di Requiem di Giuseppe Verdi, Ramfis in Aida e Pagano ne I Lombardi alla prima crociata, e nel 2002 per il Don Quichotte di Jules Massenet.
Alla Wiener Staatsoper nel 2001 debutta come Zaccaria in Nabucco diretto da Fabio Luisi con Maria Guleghina e Leo Nucci, nel 2003 Balthazar ne La favorita. Nel 2004 interpreta il Conte Rodolfo ne La Sonnambula di Vincenzo Bellini all'Opera di Firenze e Banquo nel Macbeth di Verdi al Teatro de la Maestranza di Siviglia.
A gennaio del 2005 è Mefistofele nel Faust di Gounod all'Opernhaus Zurich; nel 2006 al Teatro dell'Opera di Firenze interpreta Timur nella Turandot con la direzione di Zubin Mehta.
A Barcellona nel 2007 debutta il ruolo di Filippo II nella versione francese in cinque atti del Don Carlos di Verdi ed a Marzo 2008 è Enrico VIII nell'Anna Bolena di Donizetti al Teatro Massimo di Palermo con Mariella Devia diretto da Marco Guidarini. Nello stesso anno torna a Vienna per una produzione del Simon Boccanegra con Mario Malagnini e Leo Nucci.
Nel 2009 al Teatro alla Scala di Milano è Ramfis in Aida diretto da Daniel Barenboim con Violeta Urmana, Salvatore Licitra e Juan Pons, ruolo che affronterà nuovamente l'anno successivo al Royal Opera House, Covent Garden di Londra diretto da Nicola Luisotti con Marcelo Álvarez, Micaela Carosi e Daniela Barcellona. Nel 2009 inoltre è alla Lyric Opera di Chicago per vestire i panni di Silva ne l'Ernani di Giuseppe Verdi diretto da Renato Palumbo con Salvatore Licitra e Sondra Radvanovsky.

L'anno 2010 lo vede protagonista del Festival Verdiano al Teatro Regio di Parma, nell'opera I Vespri Siciliani con Daniela Dessì, Fabio Armiliato, Leo Nucci e la bacchetta di Massimo Zanetti.

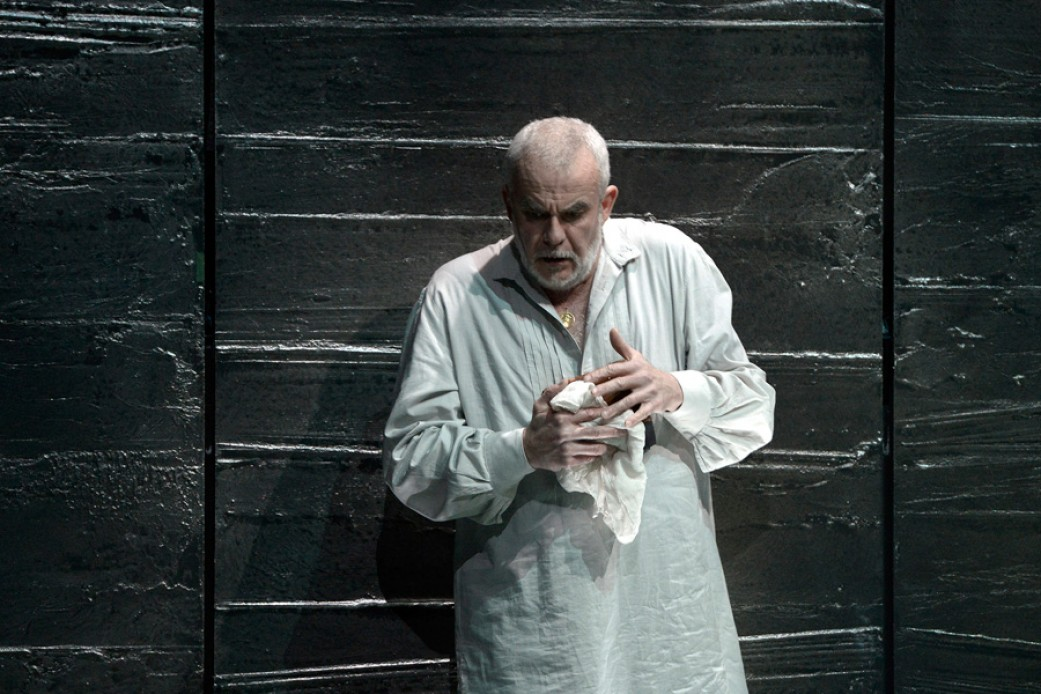
Giacomo Prestia as Filippo II nel Don Carlo di G. Verdi, Berlino 2015

Nel 2012 è Oroveso in Norma al Teatro Regio di Torino con Dīmītra Theodosiou e Marco Berti e Filippo II in Don Carlo al Teatro comunale Luciano Pavarotti di Modena ed a Piacenza.
Nel 2013 è Jacopo Fiesco in Simon Boccanegra al Teatro Regio di Parma con Roberto Frontali ed al Teatro Regio di Torino, in occasione dell'anniversario della ricostruzione dello stesso, sotto la direzione di Gianandrea Noseda interpreta Filippo II in Don Carlo. Entrambi gli spettacoli con la regia, scene e costumi di Hugo de Ana.
Nel 2014 è Timur in Turandot con Carmen Giannattasio a Torino, Ramfis in Aida con Fiorenza Cedolins allo Sferisterio di Macerata e Jacopo Fiesco in Simon Boccanegra al Gran Teatro La Fenice di Venezia diretto da Chung Myung-whun con Simone Piazzola, Maria Agresta e Francesco Meli trasmesso da Rai 5. Sempre nel 2014 è Narbal in Les Troyens di Berlioz diretto da Antonio Pappano con Gregory Kunde, Anna Caterina Antonacci e Daniela Barcellona. Lo stesso anno lo vede protagonista nel Don Carlo alla Wiener Staatsoper con Roberto Alagna e Adrianne Pieczonka; riprenderà nuovamente il ruolo nel 2015 e nel 2017 alla Deutsche Oper di Berlino con Anja Harteros e Rolando Villazon.
Nel 2016 debutta il Mefistofele di Arrigo Boito al Teatro Verdi di Pisa per la regia di Enrico Stinchelli con Antonello Palombi e Valeria Sepe. Nello stesso anno è alla Sydney Opera House per Simon Boccanegra. Nel 2017 è Ramfis nell'Aida verdiana al Teatro de la Monnaie di Bruxelles e Filippo II nel Don Carlo alla Deutsche Oper di Berlino.
A Gennaio 2018 è Sparafucile ne il Rigoletto di Giuseppe Verdi al Teatro Regio di Parma, con Leo Nucci, Rossana Rinaldi, Jessica Nuccio con la direzione d'orchestra di Francesco Ivan Ciampa. A Marzo dello stesso anno è Alvise Badoero ne La Gioconda di Amilcare Ponchielli nei Teatri di Piacenza, Modena e Reggio Emilia, diretto da Daniele Callegari con Francesco Meli, Saioa Hernandez, Sebastian Catana, Anna Maria Chiuri e Agostina Smimmero. A Luglio è Banco nel Macbeth di Giuseppe Verdi a Liège, con Leo Nucci, Tatiana Serjan e la direzione di Paolo Arrivabeni. Nel 2019 alterna ai vari concerti una produzione di Simon Boccanegra alla The Israeli Tel Aviv Opera con Vittorio Vitelli nel ruolo del titolo e il M. Giuliano Carella alla bacchetta. A Settembre è Loredano ne I Due Foscari al Teatro Regio di Parma, opera che apre ufficialmente il Festival Verdi 2019; nel cast Vladimir Stoyanov, Stefan Pop e Maria Katzarava, per la direzione di Paolo Arrivabeni e la regia di Leo Muscato. A Gennaio 2020 è insignito del prestigioso premio Verdi d'Oro dalla Corale Verdi di Parma ed apre la Stagione 2019/2020 del Teatro Regio di Parma con l'opera Turandot nel ruolo di Timur. Nel 2021 vince gli International Opera Awards come miglior basso del mondo per la stagione 2020.
Dal 2006 intensifica l'attività di docenza e Masterclass in diversi conservatori ed enti lirici italiani tra cui: Accademia del Ridotto di Stradella (PV), Istituto Superiore di Studi Musicali Tchaikovsky di Nocera Terinese (CZ), Conservatorio Cherubini di Firenze, Accademia del Maggio Musicale Fiorentino, Accademia Georg Solti presso il NCPA di Pechino, Progetto Sipario bis bis del Teatro Pergolesi di Jesi, Associazione Alef di Modena, Summercamp all'interno del Festival della Val Tidone, Associazione Ventidio Basso ad Ascoli.
Ad Ottobre 2017 pubblica il suo primo libro, un thriller dal titolo "Operazione 1009" edito dalla Viola Editrice; libro che vince il Premio Speciale Logos Cultura al Concorso Letterario Internazionale Città di Cattolica (aprile 2018) ed entra in finale al Premio Letterario "Iusartelibri 2018". A settembre 2019 esce, per la stessa casa editrice, il suo secondo romanzo dal titolo "Trentatré quarantaquattro".

## Discografia
- Alzira, Verdi Giuseppe: Prestia Giacomo, Pasquetto Giancarlo, Frusoni Maurizio, Fukushima Keiko. Direttore: Benini Maurizio. Orchestra del Conservatorio e Coro del Teatro Regio di Parma, 1991 - Hardy Classics, 1DVD
- Tosca, Puccini Giacomo: Prestia Giacomo, Malfitano Catherine, Domingo Placido, Raimondi Ruggero, Gatti Giorgio. Direttore: Mehta Zubin - In the setting of Tosca, Roma 1992 - Atlantic Classics, TV Movie – 1 VHS
- Sigismondo, Rossini Gioacchino: Prestia Giacomo, Ganassi Sonia, Lazzaretti Bruno, Ragatzu Rossella, Zanini Nicoletta, Pina Filippo. Direttore: Bonynge Richard. Orchestra del Conservatorio di Rovigo, 1992 - Bongiovanni, 2CD
- Don Carlo, Giuseppe Verdi: Luciano Pavarotti, Samuel Ramey, Alexander Anisimov, Andrea Silvestrelli, Marilena Laurenza, Orfeo Zanetti, Mario Bolognesi, Nuccia Focile, Aldo Bramante, Giacomo Prestia, Luciana D'Intino, Daniela Dessi, Silvestro Sammaritano, Giorgio Giuseppini, Enrico Turco, Paolo Coni, Ernesto Panariello.  Direttore: Riccardo Muti - Teatro alla Scala Milano, 7/12/1992 -CD EMI Classics, 1995
- Don Carlo, Giuseppe Verdi: Luciano Pavarotti, Samuel Ramey, Alexander Anisimov, Andrea Silvestrelli, Marilena Laurenza, Orfeo Zanetti, Mario Bolognesi, Nuccia Focile, Aldo Bramante, Giacomo Prestia, Luciana D'Intino, Daniela Dessi, Silvestro Sammaritano, Giorgio Giuseppini, Enrico Turco, Paolo Coni, Ernesto Panariello.  Direttore: Riccardo Muti - Teatro alla Scala Milano, 7/12/1992 - DVD EMI Classics, 2004
- Otello, Verdi Giuseppe: Prestia Giacomo, D’Arcangelo Ildebrando, Schade Michael, Vargas Ramon, Studer Cheryl, Domingo Placido. Duminy Philippe, Graves Denyce, Leiferkus Sergei. Direttore: Whun Chung Myung. Teatro dell’Opéra Bastille, 1994 - Deutsche Grammophon, 2CD
- I Capuleti e i Montecchi, Bellini Vincenzo: Prestia Giacomo, Musinu Francesco, Canonici Luca, Antonacci Anna Caterina, Devinu Giusy. Direttore: Campori Angelo. Teatro San Carlo di Napoli, 1995 - Warner Fonit, 2CD
- Aida, Verdi Giuseppe: Prestia Giacomo, Vitelli Vittorio, Fraccaro Walter, Casertano Angelo, Trevisan Antonella, Cedolins Fiorenza, Zajick Dolora, Striuli Carlo. Direttore: Oren Daniel. Teatro San Carlo di Napoli, 1998 - Brilliant Classics, 1DVD
- Nabucco, Verdi Giuseppe: Prestia Giacomo, Guleghina Maria, Nucci Leo, Pauritsch Walter, Simic Goran, Domashenko Marina, Dvorsky Miroslav, Pitscheider Renate. Direttore: Luisi Fabio. Staatsoper di Vienna, 2001 - TDK, 1DVD
- La Sonnambula, Bellini Vincenzo: Prestia Giacomo, Bros José, Mei Eva, Bambi Saverio, Turco Enrico, Bertagnolli Gemma, Curiel Nicoletta. Direttore: Oren Daniel. Maggio Musicale Fiorentino, 2004 - TDK, 1DVD
- Ernani, Verdi Giuseppe: Prestia Giacomo, Berti Marco, Neves Susan, Guelfi Carlo. Direttore: Allemandi Antonello. Teatro Regio di Parma, 2005 - Dynamic, 1DVD; Dynamic, 2CD
- Don Quichotte, Massenet Jules: Prestia Giacomo, Ruta Cesare, Mancinelli Tullia, Devellerau Marie, Corbelli Alessandro, Polverelli Laura, Sorrentino Gianluca. Direttore: Bennett Dwight. Teatro Lirico Giuseppe Verdi di Trieste, 2006 - Bongiovanni, 1DVD
- Ernani, Verdi Giuseppe: Prestia Giacomo, Dessì Daniela, Armiliato Fabio, Gallo Lucio. Direttore: Campanella Bruno. Teatro Regio di Torino, 2007 - Cavi Music, 2CD
- Simon Boccanegra, Verdi Giuseppe: Prestia Giacomo, Giannattasio Carmen, Frontali Roberto, Gipali Giuseppe, Rota Alberto, Scala Enea, Vratogna Marco. Direttore: Mariotti Michele. Teatro Comunale di Bologna, 2007 - Arthaus, 1DVD
- I Vespri Siciliani, Verdi Giuseppe: Prestia Giacomo, Nucci Leo, Armiliato Fabio, Dessì Daniela. Direttore: Zanetti Massimo. Teatro Regio di Parma, 2010 - Unitel Classica, 2DVD
- Aida, Verdi Giuseppe: Prestia Giacomo, Tagliavini Roberto, D’Intino Luciana, He Hui, Berti Marco, Maestri Ambrogio. Direttore: Mehta Zubin. Maggio Musicale Fiorentino, LIVE 2011 - Arthaus, 1DVD
- I Masnadieri, Verdi Giuseppe: Prestia Giacomo, Machado Aquiles, Rucinski Nicola, Garcia Lucrecia. Direttore: Luisotti Nicola. Teatro San Carlo di Napoli, 2012 - Unitel Classica, 1DVD
- Don Carlo, Verdi Giuseppe: Prestia Giacomo, Malagnini Mario, Piazzola Simone, Montanaro Luciano, Costea Cellia. Direttore: Ventura Fabrizio. Teatro Comunale di Modena, 2012 - Unitel Classica, 1DVD
- Aida, Verdi Giuseppe: Prestia Giacomo, Lewis Kristin, Rachvelishvili Anita, Berti Marco, Doss Mark S., Sim In-Sung. Direttore: Noseda Gianandrea. Teatro Regio di Torino, LIVE 2015 - Unitel Classica, 1DVD
- I Due Foscari, Verdi Giuseppe: Prestia Giacomo, Vladimir Stoyanov, Maria Katzarava, Stefan Pop. Direttore: Paolo Arrivabeni. Regia: Leo Muscato. Teatro Regio di Parma, Festival Verdi 2019 - Dynamic, 1DVD / Blu- Ray/ 2CD

## Repertorio
- Ludwig van Beethoven
  - Missa Solemnis
- Arrigo Boito
  - Mefistofele
- Vincenzo Bellini
  - I Puritani
  - La sonnambula
  - Norma
- Gaetano Donizetti
  - La favorita
  - La Favorite
  - Lucia di Lammermoor
  - Anna Bolena
  - Don Pasquale
  - Messa da Requiem
- Charles Gounod
  - Faust
- Jules Massenet
  - Don Quichotte
- Giacomo Meyerbeer
  - Gli ugonotti
- Amilcare Ponchielli
  - La Gioconda
- Gioachino Rossini
  - Il barbiere di Siviglia
  - Stabat Mater
- Giuseppe Verdi
  - Aida
  - Alzira
  - Attila
  - Don Carlo
  - Ernani
  - La forza del destino
  - I Lombardi alla prima crociata
  - Macbeth
  - I masnadieri
  - Messa da Requiem
  - Simon Boccanegra
  - I vespri siciliani
  - Il Trovatore
  - Le Trouvère
  - I Due Foscari

## Filmografia
- Gianni Schicchi, regia di Damiano Michieletto (2021)